# اچ‌ام‌اس بوکلشام (ام۲۶۱۴)
اچ‌ام‌اس بوکلشام (ام۲۶۱۴) (به انگلیسی: HMS Bucklesham (M2614)) یک کشتی بود که طول آن ۱۰۰ فوت (۳۰ متر) بود. این کشتی در سال ۱۹۵۲ ساخته شد.